# Pelzfach-Museum der Reichsmessestadt Leipzig

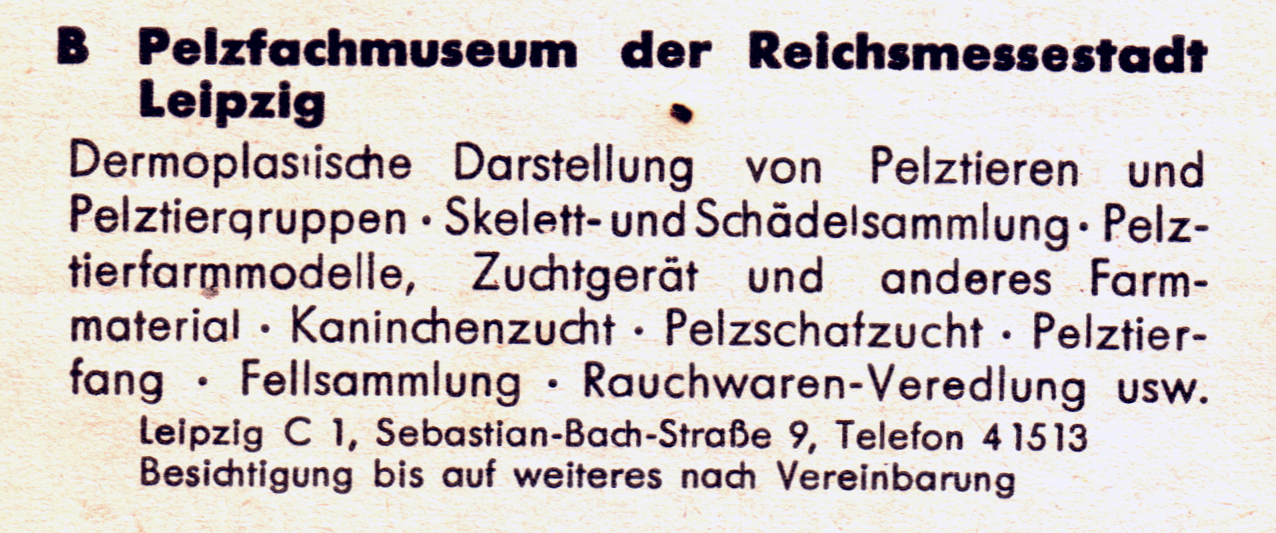
Aus: „Der Rauchwarenmarkt“ (1943)

Das Pelzfach-Museum der Reichsmessestadt Leipzig war ein Museum in Leipzig. Seine Sammlung gab einen Überblick über die gesamte Rauchwarenwirtschaft, die Pelztierzoologie, die Rauchwarenkunde, den Pelztierfang und die Pelztierzucht, den Rauchwarenhandel, die Pelzzurichtung und die Pelzveredlung, die Kürschnerei und die Pelzmode sowie weitere Bereiche des Themenkreises. Es bestand nur kurze Zeit von Beginn der Sammlung 1926 bis 1943, als das Museum während der Luftangriffe auf Leipzig zerstört wurde. Die Sammlung des weltweit einzigen Museums seiner Art wurde dabei fast völlig vernichtet.

## Lage
Das Museum war anfangs provisorisch in den stadteigenen Räumen in der Zentralstraße 3 (Karte), eine Querstraße der Gottschedstraße untergebracht. Im Januar 1939 erfolgte der Umzug in größere und schönere, wiederum städtische Räume. Wie die Reichszentrale für Pelztier- und Rauchwarenforschung befand sich das Pelzfach-Museum jetzt in der Sebastian-Bach-Straße 9 (Karte)
(frühere Servièrsche Schule) im Bachviertel, wo ihm im zweiten Stockwerk eine eigene Etage eingeräumt wurde. Mit der gleichzeitigen Übernahme des Pelzfach-Museums durch die Stadt erhielt der Leipziger Oberbürgermeister Alfred Freyberg in der Zeit des Nationalsozialismus die Oberaufsicht über die Institution. Zusammen mit dem Pelzfach-Museum wurden am 30. Januar 1939 dort auch die Unterrichtsräume für die Deutsche Kürschnerschule eingeweiht.

## Geschichte

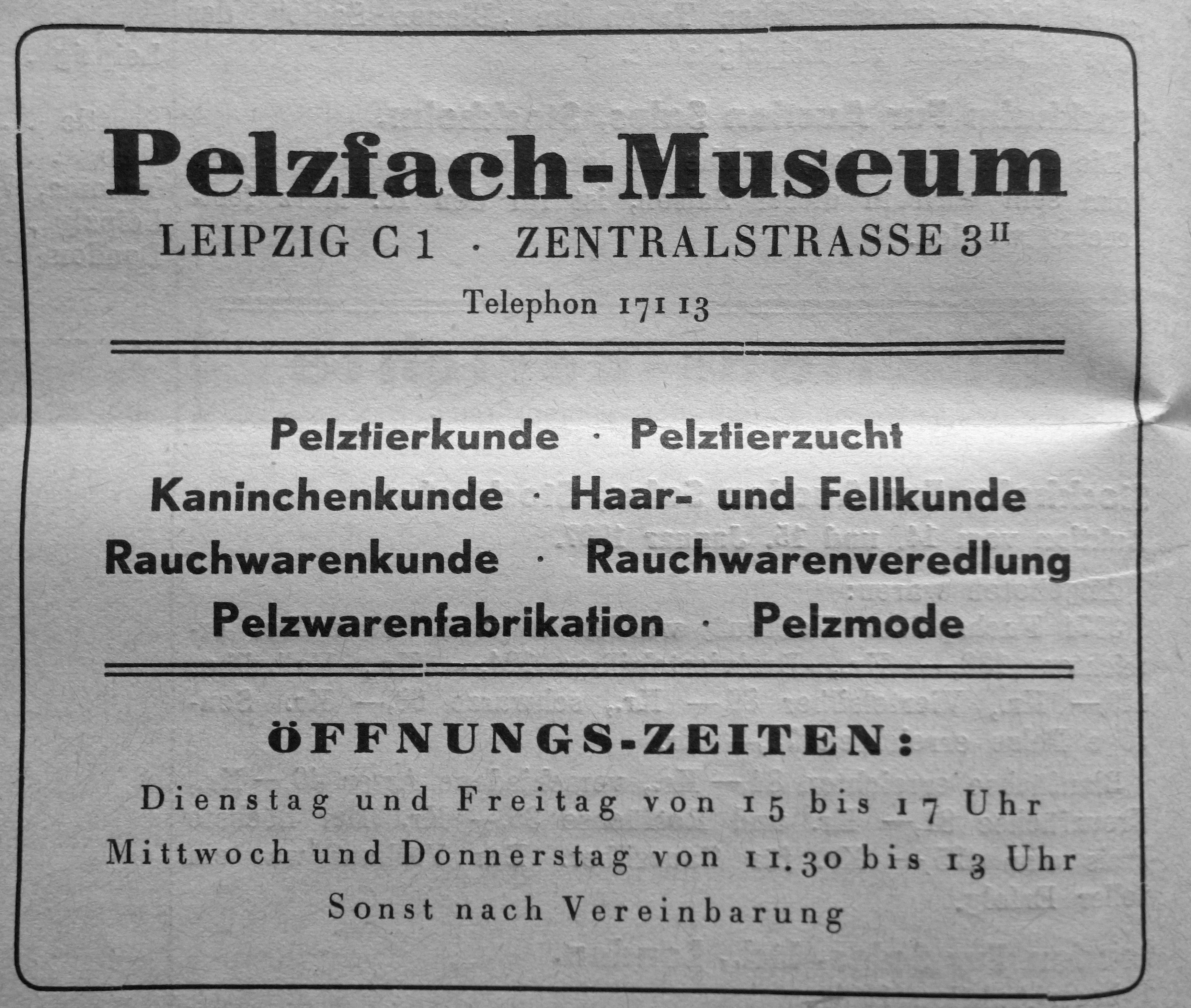
Anzeige des Pelzfach-Museums, vor dem Umzug in die endgültigen Räume (1937)

Leipzig gehörte bis in die 1930er Jahre neben London zu den beiden wichtigsten Welthandelsplätzen für Pelzfelle. Der Leipziger Brühl hatte bis zum Zweiten Weltkrieg den Ruf als „Weltstraße der Pelze“, er war die bedeutendste Straße der Stadt und trug wesentlich zu Leipzigs Weltruf als Handelsmetropole bei. Einige Zeit erwirtschafteten die dort ansässigen Unternehmen der Rauchwarenbranche den größten Anteil der Steuereinnahmen Leipzigs.
Die Initiativen für ein Pelzfach-Museum reichen bis in das Gründungsjahr 1926 der Reichszentrale für Pelztier- und Rauchwarenforschung zurück. Im Jahr darauf rief die Reichszentrale die Branchenmitglieder zur Mitarbeit auf. Ein Teil der Ausstellungsstücke wurde nach den Angaben der Reichszentrale für Pelztier- und Rauchwarenforschung angefertigt. Der Leipziger Rauchwarengroßhandel stellte die verschiedensten Fellsorten zur Verfügung. Auch deutsche Pelztierfarmen lieferten wertvolles Material. Ein größerer Zugang erfolgte im Jahr 1930, nach dem Ende der Internationalen Pelzfach-Ausstellung (IPA), durch die Überlassung eines Teils der Bestände. Diese Veranstaltung blieb die weltweit größte bisher stattgefundene Außendarstellung der Pelzbranche überhaupt. Am 17. März 1931 kam die Arbeitsgemeinschaft der deutschen Pelzwirtschaft überein, einen Museumsverein zu gründen. Er sollte die IPA-Exponate sowie die früher eingegangenen Geschenke annehmen und aufbereiten. Neben der Museumssammlung unterhielt die Reichszentrale ein Archiv und eine umfangreiche Literatursammlung, in der zum Beispiel sämtliche in- und ausländischen Zeitschriften gesammelt wurden, die sich mit irgendeinem Teilgebiet der Pelztier- und Rauchwarenkunde befassten.
Unter den Interessenten, die die Sammlung besuchten, befanden sich Fachleute aus aller Welt. Neben Mitgliedern der Pelzbranche wurden als Nutznießer Zoologen und Geographen genannt. Die Bestände hätten häufig schon „bei der Anfertigung von wissenschaftlichen Arbeiten gute Dienste geleistet“. Auch Nichtfachleute konnten das Pelzfach-Museum besuchen, insbesondere fanden gelegentlich Führungen für interessierte Gruppen statt.
Bei dem Luftangriff am 4. Dezember 1943 wurde das Pelzmuseum zerstört, nur weniges konnte aus dem Schutt und der Asche geborgen werden. Insbesondere war dies „ein sehr kleiner Teil der wertvollen Bibliothek, des Bildarchivs, der Schädelsammlung (Pelztiere) sowie ein Teil der Fellsammlung“. Bei der Rettungsaktion taten sich die Knaben des Thomanerchores besonders hervor. Ein Mitglied der Pelzbranche schreibt rückblickend in einem Brief an seinen Leipziger Kollegen Kurt Häse: „[…] in der damaligen Reichszentrale für Pelztier- und Rauchwarenforschung […] ist am 4. Dezember 1943 alles vernichtet worden, bis auf die Fellsammlung, die die Thomaner im guten Glauben als Wertvollstes gerettet haben. Wichtiger wären natürlich die Bücher und Zeitschriften gewesen, aber das konnten die jungen Kerlchen ja nicht wissen“.
In der Fachzeitung der Pelzbranche, „Der Rauchwarenmarkt“, fand weder die Zerstörung des Brühls noch des Pelzmuseums eine Erwähnung. Noch Mitte Juli desselben Jahres war dagegen dort ein, als Teil einer Fortsetzungsserie angekündigter, ganzseitiger Bericht „Pelztierzoologie im Pelzfachmuseum der Reichsmessestadt Leipzig“ erschienen.  Kriegsbedingt wurde die Zeitung nach der Ausgabe für September 1944 eingestellt.
Die verbliebenen Teile des Museums konnten nach dem Krieg für den Neuaufbau der im Frühjahr 1948 wieder eröffneten, 1928 gegründeten Leipziger Kürschnerschule genutzt werden. Zumindest ein Teil des Restbestandes, einschließlich von Literatur der Reichszentrale für Pelztier- und Rauchwarenforschung, befand sich bis zu seinem Tod in den Räumen des Pelz-Fachverlegers Paul Schöps (* 6. Januar 1905; † 13. Februar 1987), Leipzig.
Etwa Anfang Juni 1988 fand innerhalb der Kürschner-Handwerksbetriebe der DDR bei einer Feier zur Ehrung des Kürschnermeisters August Dietzsch eine Sammlung zugunsten eines Kürschner-Kabinetts als „Ausdruck der Traditionspflege“ statt. Dabei waren von den Gästen „als Grundstock“ 5250 Mark zusammengekommen. Es hieß anschließend dazu: „Es ist sicherlich im Interesse aller Spender, wenn das Geld nicht planlos ausgegeben, sondern nach den zu schaffenden Statuten erfolgt.“ Im November 1991 berichtete die Leipziger Presse, dass die Kürschnerinnung „der Welt erstes Pelzmuseum“ plane, im nahe zum Brühl gelegenen Haus „Zum Rosenkranz“. Die relativ kurz vor der politischen Wende (1989/90) mit der anschließenden Wiedervereinigung entstandene Idee wurde dann jedoch doch nicht verwirklicht.

## Sammlung
In taxidermischen Präparaten wurden Pelztiere und Pelztiergruppen gezeigt. Soweit möglich waren sie nach zoologischen Gruppen geordnet und in Vitrinen und auf Sockeln ausgestellt. Eine Schilderung aus dem Jahr 1939 führt auf: „Es befinden sich darunter sowohl bekannte Pelztiere als auch solche, die man in lebensnaher Darstellung nur äußerst selten sehen kann. Eine besonders schöne Gruppe zeigt eine Bärenrobbenfamilie von den Pribilof-Inseln; aus der Klasse der Raubtiere seien erwähnt ein prachtvoller Tiger, Leoparden, Irbis, Parder, Panther, Wildkatzen, Kleinkatzen aller Art. Auch die Marderfamilie ist vollständig vertreten, Baummarder, Steinmarder, Zobel, Dachs, Vielfraß, Otter u. a. Natürlich sind auch Blaufüchse, Silberfüchse, Rotfüchse zu sehen, ferner ein echtes südamerikanisches Chinchilla und vieles andere“. Die aus Männchen, Weibchen und Jungtier bestandene Seebärengruppe war „ein Meisterwerk“ des Dermoplastikers ter Meer, „das seinerzeit schon 1930 auf der IPA allgemeine Bewunderung erweckte“.
Besondere Abteilungen widmeten sich der Pelztierzucht, der Kaninchen-, Silberfuchs-, Nerz- und Nutriazucht. Hier waren Modelle von Farmanlagen, Einzelgehegen, Zuchtinstrumenten, Medikamente und Präparate ausgestellt.
Die Fellsammlung war ganz besonders umfangreich. So mancher Kürschner sah hier zum ersten Mal Felle, die er bisher kaum dem Namen nach kannte. Neben Rohfellen zeugten zugerichtete (gegerbte) Felle, Farbproben und graphische Darstellungen von dem hohen Stand, insbesondere auch der Leipziger Pelzveredelungsindustrie.
Zur Fellsammlung gehörten auch zwei präparierte Chinchillas des Leipziger Fellhändlers Richard Gloeck, von seinen Kollegen „Chinchillakönig“ genannt. Um festzustellen, ob die Chinchillas durch zu großes Bejagen vom Aussterben bedroht sind, war er 1912 nach Chile gereist. Er fand seine Befürchtung bestätigt und bewirkte dort ein, allerdings kaum wirksames, staatliches Fangverbot. Jedoch fand er in der im Inland liegenden Stadt La Sereno eine Familie, die drei Chinchillas als Haustiere hielt. Er sah die Möglichkeit der Chinchillazucht voraus und erwarb ein männliches Tier, das er Hans nannte und gesund nach Leipzig brachte. Später ließ er in Chile ein Weibchen dazu kaufen, mit der erhofften Vermehrung klappte es jedoch nicht. Hans aber lebte noch elf Jahre in seinem Käfig in den Geschäftsräumen der Firma Gloeck, „bis zu seinem Ende hat er ein vorzüglich aussehendes Fell getragen“.
Im Vorraum waren an den Wänden alte handkolorierte Zeichnungen von Pelztieren ausgestellt. Ungewöhnlich war eine Sammlung von 58 Gipsabdrücken antiker Münzen, auf denen Pelztiere abgebildet waren. Die tierkundliche Sammlung wurde durch eine Schädel- und Skelettsammlung von Pelztieren ergänzt, die für wissenschaftliche Forschungen zur Verfügung stand. Das umfangreiche Archiv für Pelzmode und Pelztrachten ermöglichte eine lückenlose Darstellung der sich wandelnden Pelzmode. Ausgestellte Geräte und Bilder unterrichteten über die Gebiete Haar- und Fellkunde, Kürschnerei, Schädlingsbekämpfung, Pelztierjagd und Pelztierfang.

## Weitere Sammlungen

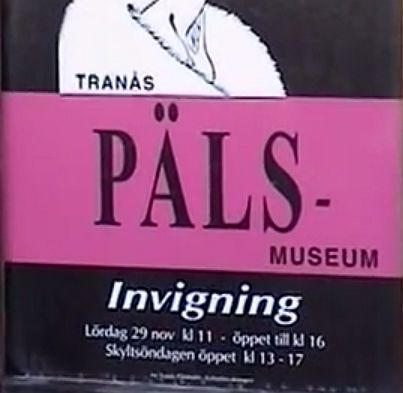
Plakat zur Eröffnung des Pelz-Museums in Tranås

- Fellsammlung der Bundes-Pelzfachschule Frankfurt am Main

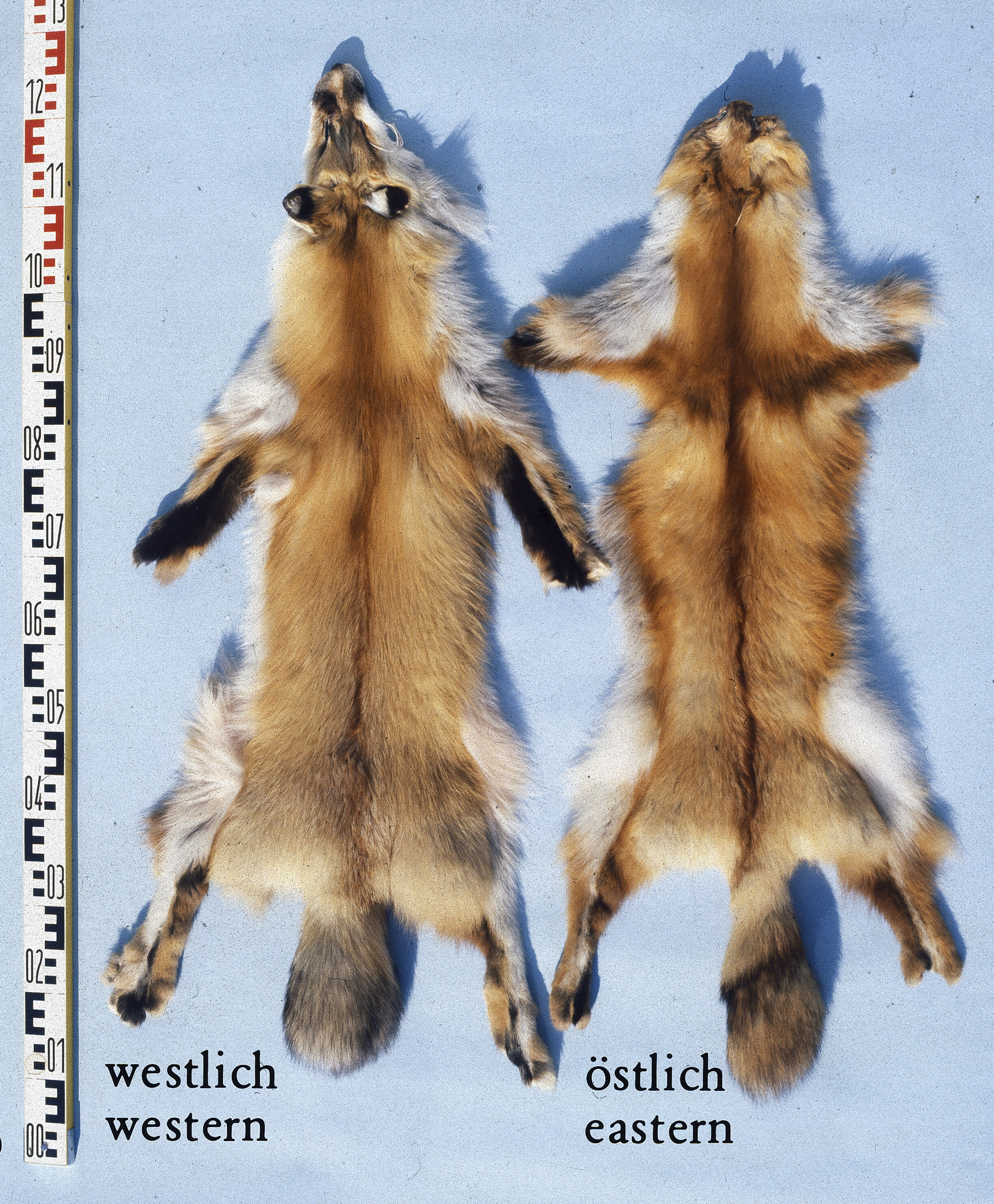
Rotfuchsfelle der Fellsammlung

Die in ihrem Umfang wohl einmalige Fellsammlung der Bundes-Pelzfachschule in Frankfurt am Main (vorher Bergius-Berufsschule, heute Frankfurter Schule für Bekleidung und Mode, Frankfurt/Main) wurde von Oberstudienrat Ludwig Brauser (* 30. September 1924; † 17. März 2009) eingesammelt. Der Bestand im Jahr 1981 wurde durch den Frankfurter Fotografen „Mickey“ (Karl-Heinz) Bohnacker exemplarisch dokumentiert, siehe Fellsammlung der Bundes-Pelzfachschule. Die Felle sind derzeit in den Räumen des Senckenberg Naturmuseums, Frankfurt/Main eingelagert.Stand 2017 Pläne, in Frankfurt ein Pelzmuseum einzurichten, waren im März 1985 bereits soweit gediehen, als dass die Stadt der Pelzbranche auf dem linken Mainufer, dem „Museumsufer“, zu sehr günstigen Bedingungen ein Grundstück für den Bau eines vierstöckigen Gebäudes anbieten sollte. Zur Errichtung eines Branchenmuseums kam es jedoch nicht.
- Kollektion Franke

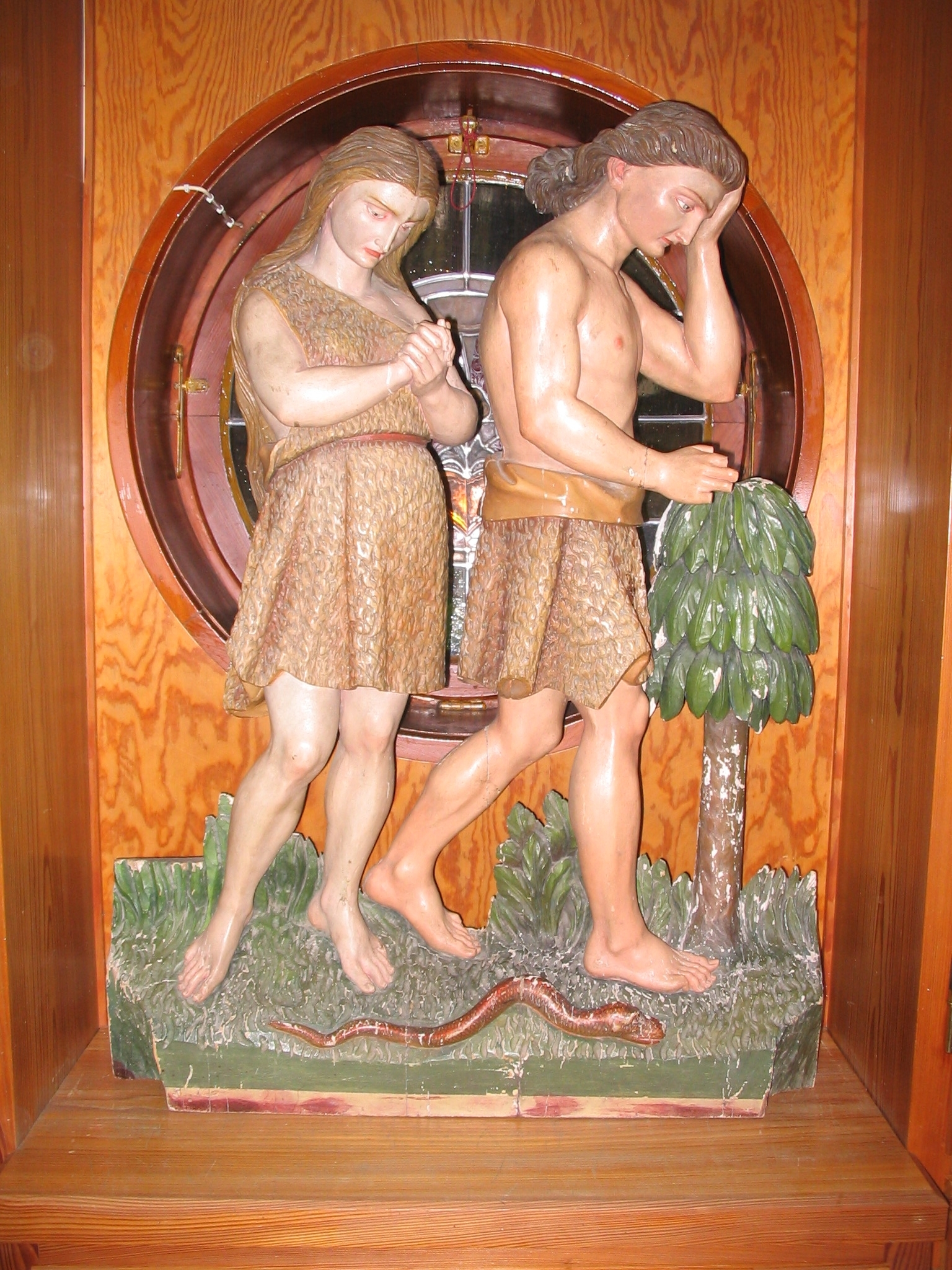
Sammlung G. & C. Franke: Adam und Eva als erste Pelzträger (Relief)

Die Sammlung G. & C. Franke umfasste vor allem Drucke und alle Veröffentlichungen zur Rauchwaren- bzw. Pelzbranche im weitesten Sinn. Sie entstand zu großen Teilen im Zusammenhang mit der Verlegertätigkeit der Pelzveredler, Rauchwarenhändler und Fachverleger Richard Franke und dessen Sohn Christian Franke. Diese gaben nicht nur das bis heute für die Pelzbranche wichtigste Fachbuch der Pelztierkunde heraus, Jury Fränkel's Rauchwaren-Handbuch, sondern, nach eigener Aussage, auch die „einzige literarisch-humoristische Branchenzeitschrift der Welt“, Die Pelzmotte, für die sie ständig neues Material benötigten. Die anspruchsvolle satirische Zeitschrift erschien von 1956 bis 2007.
Die in zwei Generationen zusammengetragene Sammlung war für eine spätere Verwendung in einem angedachten Pelzmuseum in Frankfurt am Main vorgesehen. In dem Archiv befanden sich unter anderem Durchschriften der zum Teil unveröffentlichten Originalmanuskripte des Berliner Rauchwarenkommissionärs Philipp Manes: Die deutsche Pelzindustrie und ihre Verbände 1900 - 1940. Versuch einer Geschichte. Berlin 1940; sowie des Londoner Rauchwarenhändlers Francis Weiss: From Adam to Madam. A History of Furs; Arbeitsunterlagen des Pelzfachautors und Verlegers Dr. Paul Schöps; und Manuskripte des Rauchwarenhändlers und Autors Jury Fränkel. Ebenso enthielt sie Teile der Sammlung der englischen Pelz-Verlegerfamilie Winckelmann, zuletzt Ralf Winckelmann, von der allerdings zuvor ein großer Teil bereits den Bombenangriffen auf London („The Blitz“) zum Opfer gefallen war. Nach dem Scheitern der Museumspläne wurde die Sammlung Franke nahezu aufgelöst.
- Tranås Pelz-Museum

In dem als „Pelzstadt“ bezeichneten Ort Tranås in der schwedischen Provinz Jönköpings län in der historischen Provinz Småland richtete die dortige Pelzindustrie Im Jahr 2003 ein Pelzmuseum ein. Die Ausstellung „Vom Fell zu weichem Pelz“ vermittelt ein Bild der „Pelzstadt Tranås“.